# لاکهید ال-۱۶۴۹ استارلاینر
لاکهید ال-۱۶۴۹ استارلاینر (به انگلیسی: Lockheed L-1649 Starliner) آخرین نوع از تولید لاکهید کانستلیشن می‌باشد. نیروی پیشرانه ان توسط چهار موتور رایت آر-۳۳۵۰ توربو کمپوند تأمین می‌شود. این هواپیما طی سال‌های ۱۹۵۶ تا ۱۹۵۸ توسط لاکهید در بربنک، کالیفرنیا تولید شده‌است.

## طراحی و توسعه
توسعه استارلاینر زمانی آغاز شد کهلاکهید کورپوریشن در پاسخ به داگلاس دی سی-۷ سی سون سیز، مدل ال-۱۴۴۹ را طراحی کرده بود. پیشرانه ال-۱۴۴۹ توسط چهار موتور توربوپراپ پرت اند ویتنی نوع:پی تی۲جی-۳ با نیروی هر کدام ۵۵۰۰ اسب بخار تأمین می‌شود.

## مشخصات ال-۱۶۴۹ اِی
- خدمه : پنج نفر [۴]
- ظرفیت : ۹۹ مسافر
- طول : ۳۵٫۱ متر
- دو سر بال :۴۵٫۷۲ متر
- ارتفاع :۷٫۵۴ متر
- وزن خالی : ۴۵٬۵۶۹ کیلوگرم
- حداکثر وزن برخاست : ۷۰٬۸۰۰ کیلوگرم
- پیشرانه : ۴ * رایت آر-۳۳۵۰ ۹۸۸ تی سی۱۸-ای اِی-۲ رادیال ۳۴۰۰ اسب بخار(۲۵۳۵ کیلووات) هر کدام
- پروانه  : همیلتون استاندارد هیدرومتیک ۴۳اج۶۰ توخالی یا توپر , سه پره
- قطر پروانه : ۵٫۷۹ متر